# Saint-Sornin, Charente

Saint-Sornin este o comună în departamentul Charente, Franța. În 1 ianuarie 2022 avea o populație de 832 de locuitori.